# Kaliga
Kaliga – wieś w Polsce położona w województwie świętokrzyskim, w powiecie koneckim, w gminie Radoszyce.
W latach 1975–1998 miejscowość administracyjnie należała do województwa kieleckiego.
W 1784 r. wieś administracyjnie należąca do powiatu chęcińskiego w województwie sandomierskim była własnością rodu Małachowskich, bowiem w regestrze diecezjów jako właściciel widnieje Małachowski, podkanclerz koronny.
Wierni Kościoła rzymskokatolickiego należą do parafii NMP Królowej Świata w Węgrzynie.